# Nemeskér
Nemeskér (chorw. Namišir, niem. Altedlein) – wieś i gmina w północno-zachodniej części Węgier, w pobliżu miasta Sopron.
Miejscowość leży na obszarze Małej Niziny Węgierskiej, w pobliżu granicy austriackiej. Administracyjnie należy do powiatu Sopron-Fertőd, wchodzącego w skład komitatu Győr-Moson-Sopron.
Główną część gminy Nemeskér stanowi wieś Nemeskér. Ponadto w skład gminy wchodzi też pewna liczba okolicznych przysiółków i pojedynczych domów. Cała gmina liczy 228 mieszkańców (2009) i zajmuje obszar 6,42 km².
Zasadnicza część gminy Nemeskér – wieś Nemeskér składa się z kilku ulic. W osadzie znajdują się m.in. poczta, kilka sklepów, apteka, 2 kościoły: rzymskokatolicki i ewangelicki, 2 cmentarze. 
Przez miejscowość przebiega niewielka rzeka.